# Tricyclea moucheti
Tricyclea moucheti är en tvåvingeart som beskrevs av Rickenbach 1966. Tricyclea moucheti ingår i släktet Tricyclea och familjen spyflugor. Inga underarter finns listade i Catalogue of Life.